# Final Four Cup femminile 2009
La II Final Four Cup di pallavolo femminile si è svolta dal 9 al 13 settembre 2009 a Lima, in Perù. Al torneo hanno partecipato 4 squadre nazionali nordamericane e sudamericane e la vittoria finale è andata per la seconda volta consecutiva al Brasile.

## Squadre partecipanti
- Brasile
- Perù
- Rep. Dominicana
- Stati Uniti

## Fase finale

### Finali 1º e 3º posto
|  | Semifinali      | Semifinali      | Semifinali  |             |         | Finale 1º/2º posto | Finale 1º/2º posto | Finale 1º/2º posto |  |
|  |                 |                 |             |             |         |                    |                    |                    |  |
|  | Rep. Dominicana | Rep. Dominicana | 1           |             |         |                    |                    |                    |  |
|  | Rep. Dominicana | Rep. Dominicana | 1           |             |         |                    |                    |                    |  |
|  | Stati Uniti     | Stati Uniti     | 3           |             |         |                    |                    |                    |  |
|  | Stati Uniti     | Stati Uniti     | 3           |             | Brasile | Brasile            | 3                  |                    |  |
|  |                 |                 |             |             | Brasile | Brasile            | 3                  |                    |  |
|  |                 |                 | Stati Uniti | Stati Uniti | 1       |                    |                    |                    |  |
|  | Perù            | Perù            | Stati Uniti | Stati Uniti | 1       | 0                  |                    |                    |  |
|  | Perù            | Perù            |             |             |         | 0                  |                    |                    |  |
|  | Brasile         | Brasile         | 3           |             |         | Finale 3º/4º posto | Finale 3º/4º posto | Finale 3º/4º posto |  |
|  | Brasile         | Brasile         | 3           |             |         |                    |                    |                    |  |
|  |                 |                 |             |             |         |                    |                    |                    |  |
|  |                 |                 |             |             |         | Rep. Dominicana    | Rep. Dominicana    | 3                  |  |
|  |                 |                 |             |             |         | Rep. Dominicana    | Rep. Dominicana    | 3                  |  |
|  |                 |                 |             |             |         | Perù               | Perù               | 0                  |  |

## Classifica finale
| Pos     | Squadra         | Rosa |
| ------- | --------------- | --- |
| Oro     | Brasile         | Formazione: 2 Takagui, 3 Lins, 4 Barbosa, 5 Gattaz, 8 A. da Silva, 9 de Castro, 10 Gonzaga, 11 J. da Silva, 12 Martins, 15 Bidias, 16 Garay, 17 de Souza, 18 Brait, CT: Barros |
| Argento | Stati Uniti     | Formazione: 1 Fawcett, 3 Pressey, 4 Berg, 5 Sykora, 6 Davis, 7 Bown, 8 Barboza, 9 Crimes, 12 Meendering, 16 Harmotto, 17 Spicer, 19 Collymore, CT: McCutcheon                  |
| Bronzo  | Rep. Dominicana | Formazione: 1 Vargas, 2 Burgos, 3 Eve, 4 Fersola, 5 Castillo, 6 Binet, 7 Marte, 8 Arias, 10 Cabral, 11 Rodríguez, 12 Echenique, 14 Rivera, 17 Mambrú, 18 de la Cruz, CT: Kwiek |
| 4.      | Perù            | Formazione: 1 Aquino, 2 Uribe, 3 García, 4 Soto, 5 Palacios, 6 Uceda, 7 Zamudio, 10 Chihuán, 12 Rueda, 13 La Rosa, 14 Keldibekova, 15 Ortiz, CT: Kim                           |